# Campeonato Mundial de Orientación 2022
El Campeonato Mundial de Orientación 2022 se llevó a cabo del 26 al 30 de junio de 2022 en la Triangle Region (Kolding, Fredericia y Vejle), Dinamarca. Este fue el primer Campeonato Mundial de Orientación con solo carreras al sprint, y el primero en incluir una competición de sprint knock-out.

## Calendario
| Fecha       | Evento          | Ubicación       |
| ----------- | --------------- | --------------- |
| 26 junio    | Relevos Mixtos  | Kolding         |
| 27 de junio | Día de descanso | Día de descanso |
| 28 de junio | Knock-out       | Fredericia      |
| 29 de junio | Día de descanso | Día de descanso |
| 30 de junio | Sprint          | Vejle           |

## Medallero

### Medallas por países
| Núm. | País         | Oro | Plata | Bronce | Total |
| ---- | ------------ | --- | ----- | ------ | ----- |
| 1    | Suecia       | 2   | 2     | 1      | 5     |
| 2    | Reino Unido  | 1   | 2     | 1      | 4     |
| 3    | Suiza        | 1   | 1     | 0      | 2     |
| 4    | Noruega      | 1   | 0     | 1      | 2     |
| 5    | Bélgica      | 0   | 0     | 1      | 1     |
| 5    | Países Bajos | 0   | 0     | 1      | 1     |

### Hombres
| Evento           | Oro             | Plata          | Bronce             |
| ---------------- | --------------- | -------------- | ------------------ |
| Sprint knock-out | Matthias Kyburz | August Mollén  | Jonatan Gustafsson |
| Sprint           | Kasper Fosser   | Gustav Bergman | Yannick Michiels   |

### Mujeres
| Evento           | Oro                 | Plata               | Bronce         |
| ---------------- | ------------------- | ------------------- | -------------- |
| Sprint Knock-out | Tove Alexandersson  | Megan Carter Davies | Eef van Dongen |
| Sprint           | Megan Carter Davies | Simona Aebersold    | Alice Leake    |

### Relevos Mixtos
| Evento         | Oro                                                                           | Oro   | Plata                                                                  | Plata | Bronce                                                                     | Bronce |
| -------------- | ----------------------------------------------------------------------------- | ----- | ---------------------------------------------------------------------- | ----- | -------------------------------------------------------------------------- | ------ |
| Relevos mixtos | Suecia · Lina Strand · Max Peter Bejmer · Gustav Bergman · Tove Alexandersson | 58:39 | Reino Unido Charlotte Ward Ralph Street Kris Jones Megan Carter Davies | +1:02 | Noruega · Ane Dyrkorn · Lukas Liland · Kasper Fosser · Andrine Benjaminsen | +1:41  |